# Peter Ecklund

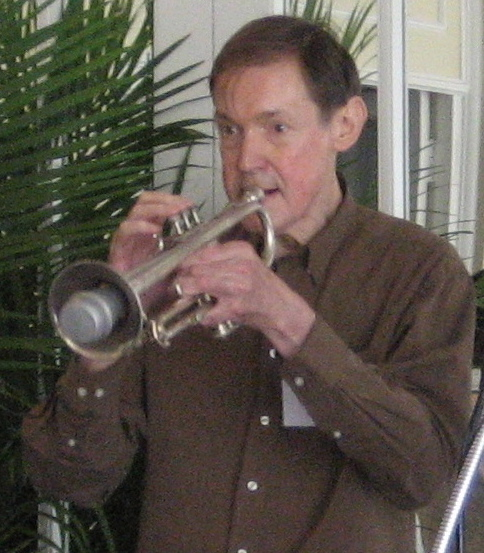
Peter Ecklund tijdens een optreden in New Orleans, 2007

Peter Ecklund (Woodbridge (CT), 27 september 1945 – 8 april 2020) was een Amerikaans jazztrompettist, -kornettist en -bugelist, die oldtime-jazz en swing speelde.

## Loopbaan
Ecklund studeerde aan Yale University en werkte daarna als leraar. Daarnaast speelde hij met musici als Greg Allman, Maria Muldaur, Leon Redbone en Paul Butterfield. Hij was in de tweede helft van de jaren zestig medeoprichter van de Galvanized Jazz Band en toerde met Paula Lockheart. Tot in het begin van de jaren tachtig deed hij veel freelancewerk. Hij speelde in Nighthawks Orchestra van Vince Giordano en was met gitarist Marty Grosz leider van de Orphan Newsboys. Sinds de eerste helft van de jaren zeventig heeft hij veel samengewerkt met de multi-instrumentalist David Bromberg. Ook speelt hij regelmatig in de band van filmregisseur en klarinettist Woody Allen.
Ecklund heeft onder eigen naam verschillende albums gemaakt. Hij is te horen op platen van onder meer George McCrae, Gloria Gaynor, Steve Forbert, Loudon Wainwright III en Bob Dylan.
Peter Ecklund overleed in 2020 op 74-jarige leeftijd aan de gevolgen van de ziekte van Parkinson.

## Discografie (selectie)
- Peter Ecklund and the Melody Makers, Stomp Off, 1987 ('albumpick' Allmusic)
- Ecklund at Elkhart, Jazzology Records, 1994
- Strings Attached, Arbors Records, 1996